# Statue de Pouchkine à Mykolaïv

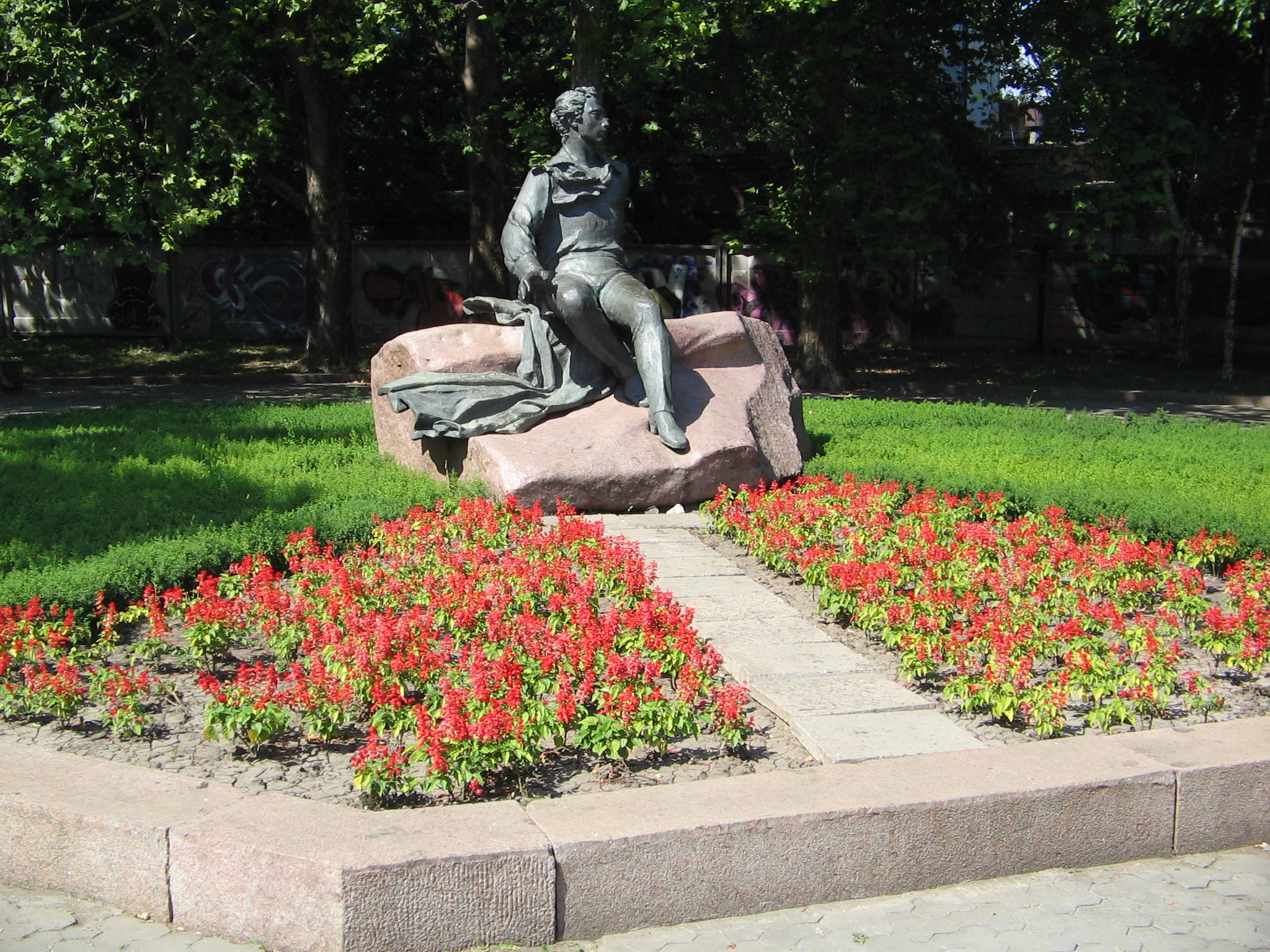
Vue de la statue.

La statue de Pouchkine à Mykolaïv est une statue de bronze représentant le grand poète russe Pouchkine (1799-1837). Elle se trouve dans le square éponyme.

## Historique
C'est un monument inscrit au Registre national des monuments d'Ukraine sous le numéro : 48-101-0241.